# Astichus naiadis
Astichus naiadis is een vliesvleugelig insect uit de familie Eulophidae. De wetenschappelijke naam is voor het eerst geldig gepubliceerd in 2012 door Neser.